# Great Totham
Great Totham är en ort och civil parish i Storbritannien.   Den ligger i grevskapet Essex och riksdelen England, i den sydöstra delen av landet, 60 km nordost om huvudstaden London. Great Totham ligger 52 meter över havet och antalet invånare är 3 648.
Terrängen runt Great Totham är platt. Runt Great Totham är det ganska tätbefolkat, med 144 invånare per kvadratkilometer. Närmaste större samhälle är Colchester, 19,6 km nordost om Great Totham. Trakten runt Great Totham består till största delen av jordbruksmark.